# Neúměrné zkrácení
Neúměrné zkrácení (laesio enormis) je právní institut, který v případě, že dojde ke značnému nepoměru mezi vzájemnými plněními dvou stran určité dohody, např. jestliže je prodána věc za neúměrně nízkou cenu, umožňuje zrušení smlouvy a navrácení do původního stavu (restitutio in integrum), nebo vyrovnání tohoto rozdílu. Institut neúměrného zkrácení je nutné odlišovat od institutu lichvy (usura), protože zde nedochází ke zneužití tísně, nezkušenosti, rozumové slabosti, rozrušení nebo lehkomyslnosti druhé strany. Jde svým způsobem o prolomení zásady pacta sunt servanda (smlouvy se mají dodržovat), na druhou stranu institut sleduje zachování dobrých mravů v právních vztazích.
V českém právu platil institut neúměrného zkrácení až do roku 1950, kdy byl opuštěn (následná novější judikatura přesto dospěla k závěru, že pokud došlo ke sjednání příliš nízké kupní ceny, může to být ve spojitosti s dalšími okolnostmi daného případu jednání v rozporu s dobrými mravy, a jako takové ve smyslu § 39 občanského zákoníku neplatné). Vrátil se s novým občanským zákoníkem, kde je upraven v § 1793 a následujících. Právo neúměrného zkrácení se vztahuje jen na případy, kdy druhá strana dohody o nepoměru plnění věděla, a nevzniká, jestliže je tento nepoměr dán zvláštním vztahem mezi oběma stranami nebo pokud zkrácená strana s nepoměrem předem výslovně souhlasila (např. zaplatila mimořádnou cenu z důvodu zvláštní obliby). Dále neplatí např. pro podnikatele, burzovní obchody nebo dražby, a je třeba ho vždy uplatnit do jednoho roku od uzavření smlouvy. Zákon kromě toho hovoří pouze o „hrubém nepoměru“ mezi vzájemnými plněními, nestanoví tak přesnou hranici neúměrného zkrácení. Tím se liší od jiných právních úprav, např. v Rakousku je v § 934 ABGB výslovně určena jedna polovina obecné hodnoty plnění. Ve Francii se tento institut týká jen převodů nemovitostí s tím, že se požaduje zkrácení vyšší než sedm dvanáctin obvyklé ceny (čl. 1674 Code civil).
Zrušení smlouvy z důvodu neúměrného zkrácení je možné pouze prostřednictvím soudního rozhodnutí. Právo napadnout smlouvu má pouze zkrácená strana a musí tak učinit v jednoroční propadné lhůtě od uzavření smlouvy.

## Příklady sporů
Tento právní institut opakovaně použila obecně prospěšná společnost Ruce pro pomoc proti firmám, které se specializují na výkupy lesů. OPS oslovuje lidi, kteří již své nemovitosti prodali podle ní příliš levně. Výkupové firmy jsou však toho názoru, že Ruce pro pomoc sledují primárně byznysové cíle.